# Маникюр

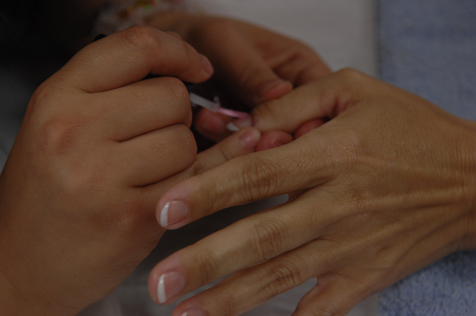
Выполнение маникюра.

Маникю́р (от лат. manus — рука, кисть и cūra — уход) — косметическая процедура по обработке ногтей на пальцах рук и самих кистей рук (реже — всей руки) человека. 
Маникюр выполняется как в салонах красоты или косметологических кабинетах квалифицированными специалистами, так и в домашних условиях. Маникюр часто совмещается с педикюром, уходом за кожей лица, косметическими и/ или парикмахерскими процедурами (стрижка, окрашивание волос и прочие виды ухода за волосами). Часто под словом «маникюр» понимают внешний вид, обработку только ногтей. Выбор цвета лака для ногтей нередко диктуется модой.

## История

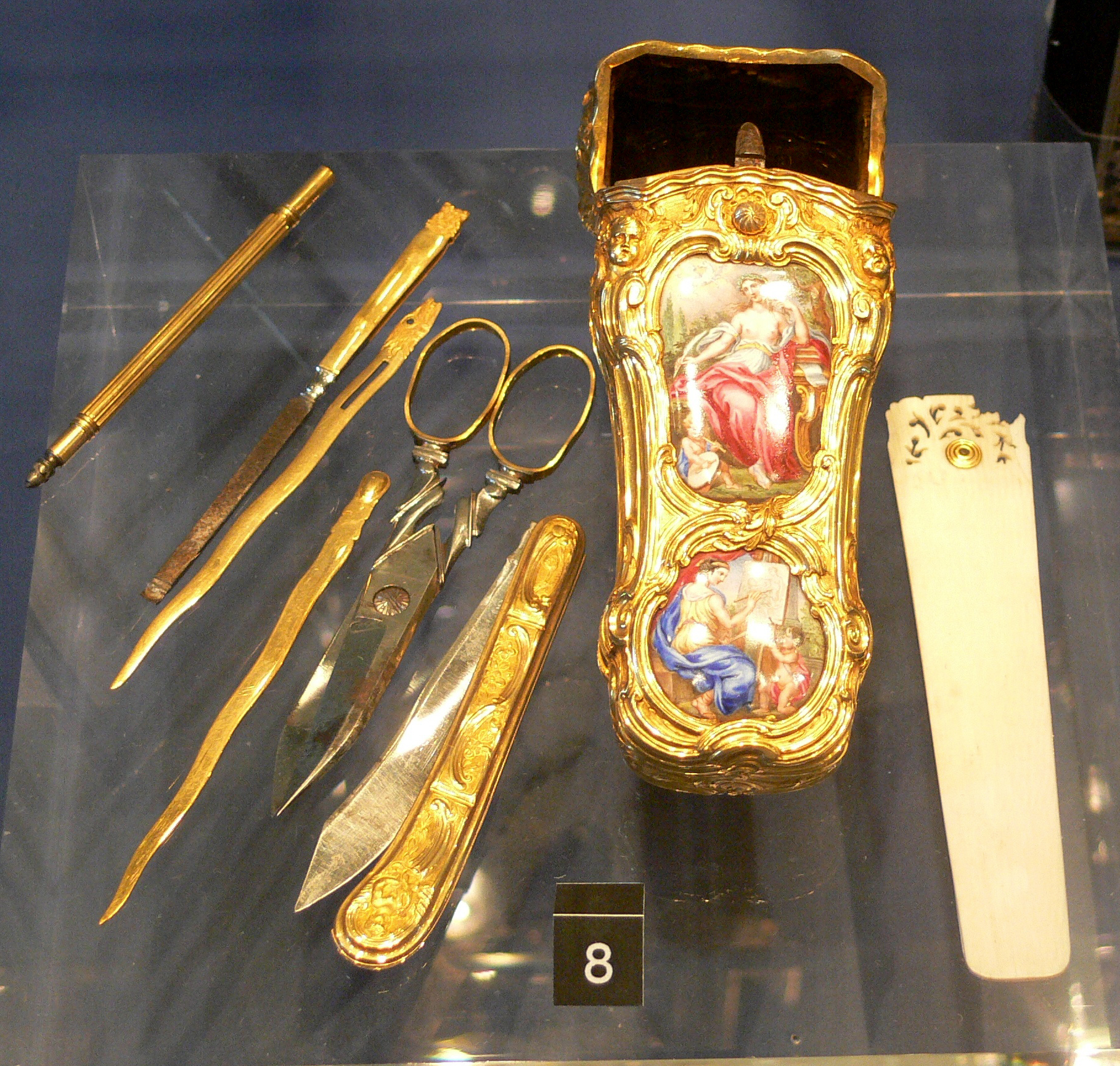
Нессесер с золотыми инструментами для маникюра середины XVIII в. Германия.

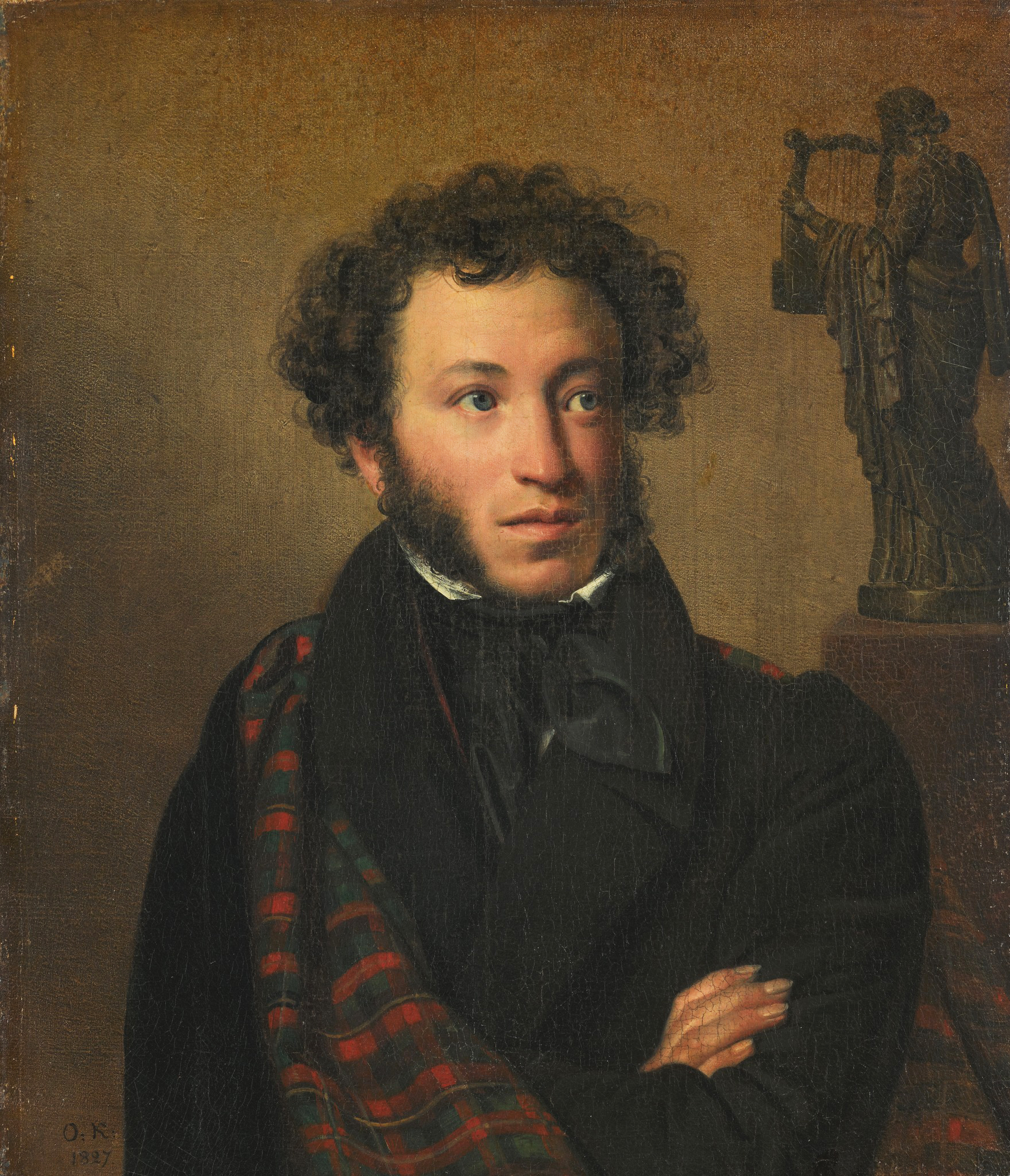
Пушкин с ухоженными и отполированными ногтями.

Уход за ногтями практиковался ещё в Древнем мире. В Древнем Египте маникюр делали в основном мужчины; изображения маникюра и педикюра встречаются в гробницах Древнего Царства. Известно и обозначение профессии маникюрщика (jrjcn.wt). В Древней Греции мужчины также практиковали маникюр: с рук снимали грязь и нежелательные мозоли, потом красили соком ягод. Врачи Гиппократ и Гален советовали стричь ногти до конца пальца. В Древнем Риме было принято достаточно коротко стричь ногти с помощью специального маникюрного ножика. Как правило, этим занимались специалисты — рабы или свободные, которые зарабатывали немного. Ногти подстригали небольшим перочинным ножом вплоть до середины XVIII в., что нередко могло приводить к серьёзным травмам. К концу XVIII в. в обиход входят специальные ножницы и щипчики и другие инструменты для маникюра; в продаже появляются туалетные наборы, включавшие маникюрные принадлежности.
К началу XX в. было принято, чтобы дама полировала ногти замшей. Иногда при этом потом их подкрашивали в розовый цвет, используя специальное масло. В 1900-х годах журнал Vogue сообщил о средстве, способном придать ногтям блеск. Средство нужно было нанести на ногти с помощью кисточки. В 1925 году появляется сразу два средства: лак для ногтей и жидкость для снятия лака. Наборы для маникюра Cutex, появившиеся в начале 1920-х годов, включали как жидкие средства, так и средства в виде порошка, щипчики и средства для полировки ногтей. В то время лак для ногтей был светло-розового оттенка и наносился лишь по центру ногтя. Макс Фактор, представивший в 1934 году первый лак, выпустил отбеливатель, позволяющий создать нечто похожее на современный французский маникюр.
В 1930-х годах косметические бренды пробовали выпускать на рынок совершенно разные лаки. Фирма Revlon стала выпускать лаки ярких цветов, используя нитроцеллюлозную краску, разработанную для автомобильной промышленности. Тогда же в США появилась мода на краску одинакового тона для ногтей и губной помады.
Восьмидесятые продолжили развитие технологий наращивания ногтей. Рынок начали заполнять первые средства без запаха, было изобретено гелевое наращивание ногтей. В это время огромную популярность получил нейл-арт.
В 2000-х годах появились новинки: биогель, 3D рисунки на ногтях, глиттеры, блёстки.

## Техника и разновидности
Маникюр может включать в себя:
- Массаж рук
- Ванночки для кожи рук и ногтей

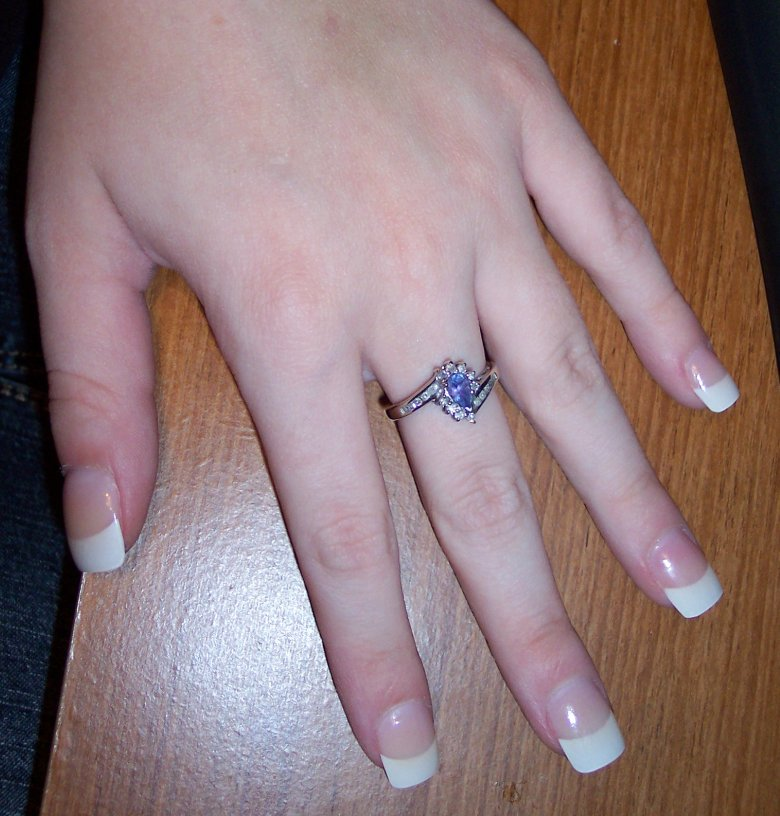
Французский маникюр с белыми внешними кончиками ногтей.

- Уход за ногтями, полировка, придание им формы
- Украшение ногтей лаком, стразами и др.
- Обработку кутикулы
- Наращивание ногтей

С точки зрения обработки кутикулы различают два вида маникюра — обрезной и необрезной. При обрезном маникюре для среза кутикулы используют специальный инструмент — накожницы (их ещё иногда называют кутикульные кусачки; щипцы щипчики — их некорректное название и относится к инструменту пинцет для выщипывания волос на бровях), при необрезном — используются деревянные палочки или шлифуется специальным электрическим прибором для маникюра.
Насчитывается более 16 видов маникюра, например:
1. Классический или обрезной маникюр: кутикула обрезается специальными щипчиками или ножничками для заусенцев. При этом необходимо пользоваться стерильным инструментом.
2. Европейский или необрезной маникюр: кутикула не обрезается, как при классическом, а отодвигается апельсиновыми палочками; щадящий вид маникюра.
3. Французский маникюр: отличается способом нанесения лаков — неяркий (бледно-розовый, либо бежевый) по пальцевой пластине, белый на внешнем кончике. Классический французский маникюр — с белым кончиком ногтя, придуман в 1976 Джефом Пинком, основателем компании ORLY. Развитием этого вида маникюра стал чёрный французский маникюр и французский маникюр с рисунком. Но основное его отличие — отличный от цвета самого ногтя кончик — осталось.
4. Американский маникюр: цвет лака и губной помады совпадает, форма ногтя овальная, длина небольшая[10].
5. Лечебный маникюр: на ногтевую пластину наносится увлажняющая основа, после лечебный лак, направленные на восстановление поврежденной поверхности ногтя. Реальный эффект «лечебного» маникюра такой же, как если использовать обычную прозрачную основу (базу).
6. Гель-лак (Shellac): покрытие ногтевой пластины специальным составом, в котором соединили лак и гель, который укрепляет ноготь, высыхает под действием специальной лампы и сохраняет покрытие на ногтях более длительное время, чем обычное лаковое[11].
7. Наращивание ногтей: создание формы ногтя с помощью типсов, геля или акрила. Гель полимеризуется под действием UV-лучей в лампе, а акрил затвердевает после реакции с мономером в течение 30—60 секунд на воздухе.
8. Экспресс-маникюр: длится значительно меньшее количество времени, чем полноценный, за счёт отсутствия в процедуре ванночек и удаления кутикулы. Мастер с помощью маникюрной палочки и размягчающего кожу средства отодвигает кутикулу, придаёт форму ногтевой пластине. Не всегда включает в себя цветное покрытие.
9. Спа-маникюр: с соответствующими спа-процедурами — размачивание, массаж и т. д.
10. Аппаратный маникюр: кутикула шлифуется специальной машинкой.
11. Комбинированный маникюр: сочетание европейского, обрезного и аппаратного маникюра.
12. Горячий маникюр: в начале процедуры руки помещаются в электрическую ванну с тёплым кремом или маслом. Во время процедуры в кожу рук втираются питательные и смягчающие составы. Кожа после горячего маникюра становится нежной, гладкой, ногти укрепляются, улучшается их внешний вид.
13. Японский маникюр: вокруг ногтевой пластины создается своеобразный «чехол», защищающий её от внешних воздействий. Отличительная особенность японского маникюра — использование только натуральных составов и инструментов. Сначала проводится смягчение кутикулы, а в ногти втираются специальный препарат, который идентичен по составу ногтевой пластине. Затем ногти шлифуются и полируются специальной пудрой[12].
14. Испанский маникюр: отличается глубиной и насыщенностью цвета, многослойностью. На ноготь наносится несколько слоев лака, каждый разного цвета. Каждый слой может покрывать как всю поверхность ногтя, так и только часть. При этом создаются разноцветные полосы, которые визуально удлиняют ноготь[13].
15. Лунный маникюр: прорисовывается лунка ногтевого ложа отличным цветом от базового, как правило, белым или телесным по контуру или в противоположном направлении. Впервые этот дизайн был применён на показе Dior в 2010 году, что дает ему второе название «маникюр от Dior» или голливудский френч. В последнее время выделяется вместе с основанием и кончик ногтя, совмещая 2 вида — лунный и френч[14].
16. Спейс-маникюр: за счёт крупных и мелких частиц — глиттеров, в лаке создается эффект ночного неба на ногтях.
17. Градиент — размытый цветовой переход от одного оттенка лака к противоположному или смежному по вертикали или горизонтали[15].
18. Nude: цветовые гаммы лаков максимально приближены к натуральным оттенкам кожи, ногтевой пластины. Тенденция на «макияж без макияжа». Спокойные пастельные тона иногда разбавляются прорисовыванием кончика ногтя или лунки из той же палитры оттенком. Некоторые производители лаков выпускают отдельные коллекции гаммы nude[16].

## Обучение маникюру
Включает в себя изучение технологий наращивания ногтей с помощью акрила и геля, изучение материалов, техник маникюра и опила ногтя, техник выкладки материала на ноготь, выравнивание, практику с ногтями модели, а также уроки нейл-арта. Обучение наращиванию ногтей состоит из обучения наращиванию и рисованию на ногтях, или по другому нейл-арту.
При наращивании ногтей с помощью акрила используется два способа — объёмный и плоский нейл-арт (дизайн ногтей). Плоский дизайн ногтей делают следующим образом: сначала наносят акрил на ногти, после чего создают рисунок на нём и наносят либо прозрачный лак, либо акрил. При использовании способа объёмного нейл-арта потребуются специальные заготовки, к примеру, в виде цветочков, они приклеиваются на основу акрила, далее подрисовываются остальные части рисунка и таким образом получается объёмный рисунок.
В России специальность «Специалист по маникюру» утверждена 15 декабря 2018 года приказом Минпросвещения России от 12 ноября 2018 года № 201 (вместо устаревшего названия «Маникюрша»).
При общественном маникюре необходимы повышенные требования к гигиене во избежание инструментального заражения грибковыми заболеваниями, в частности онихомикозом.